# Moÿ-de-l'Aisne
 Moÿ-de-l'Aisne  là một xã ở tỉnh Aisne, vùng Hauts-de-France thuộc miền bắc nước Pháp.